# Buenos días, condesita
Buenos días, condesita es una película española dirigida por Luis César Amadori y estrenada en 20 de febrero de 1967. Algunas de las canciones de la película fueron compuestas por Los Brincos. Esta película fue la tercera participación de Rocío Dúrcal con Gracita Morales. De hecho, en esta película Rocío vuelve a aparecer en pantalla con Gracita y otro par de actores que anteriormente habían trabajado con ella en Más bonita que ninguna.

## Argumento
María (Rocío Dúrcal) se gana la vida atendiendo el negocio de su abuelo vendiendo discos en un puesto en el Rastro. Sus compañeros de venta le llaman "Condesita", por sus buenos modales. Su sobrenombre le da la ocasión de iniciar un trato con un joven que, para obtener el dinero de su tío, necesita demostrar que tiene una relación formal con una joven adinerada. Al finalizar el trato, la afición al canto y las buenas interpretaciones de "Condesita" le permiten empezar a tener contratos musicales y mejorar su condición económica. Cuando el amor entra en su corazón, la suerte le sonríe pudiendo sostener la farsa que empezó como un juego.

## Banda sonora
La banda sonora de la película no alcanzó la misma fama que sus producciones anteriores pero logró pasar a la posteridad por la canción Cartel de publicidad. Nuevamente Rocío interpreta canciones de Los Brincos que tanta fama le dieron desde el inicio de su carrera. También interpreta Siempre libera, un fragmento de La Traviata de Giuseppe Verdi, en el que muestra sus dotes de soprano.
- Flores, Flores
- Creo en ti
- El rey que rabió (con Gracita Morales)
- Cartel de publicidad
- Siempre Libera
- Que va a ser de mi
- Tarantos y verdiales
- Contenta
- Viejo Madrid